# Maksim Kats
Maksim Jevgenjevitj Kats, ryska: Максим Евгеньевич Кац; kan förekomma stavningen Maxim Katz, född 23 december 1984 i Moskva, är en rysk oppositionspolitiker, stadsplaneringsaktivist, valstrateg och populär YouTuber som driver sin egen dagliga politiska show.
Kats blev känd 2011 genom sin framgångsrika kampanj för en plats i kommunfullmäktige i Moskva. Mellan 2012 och 2016 tjänstgjorde han som representant för distriktet Shchukino. År 2012 valdes Kats in i Ryska oppositionens samordningsråd, där han tjänstgjorde fram till 2013. Kats är känd för sitt arbete som oppositionsvalstrateg, och har varit kampanjchef eller biträdande kampanjchef för Alexej Navalnyj (2013), Dmitrij Gudkov (2016), Darya Besedina (2019) och Anastasia Bryukhanova (2019, 2021).
År 2012 grundade Kats stiftelsen City Projects Foundation tillsammans med Ilja Varlamov, en organisation som fokuserar på att förbättra livskvaliteten i ryska städer.
Kats YouTube-kanal, som lanserades 2010, har dagliga politiska kommentarer och har samlat över 2,3 miljoner prenumeranter och mer än 1 miljard visningar.
Kats står åtalad i Ryssland för att ha spridit "falsk information" om den ryska arméns agerande i Ukraina i vad som tros vara ett politiskt motiverat åtal.

## Biografi

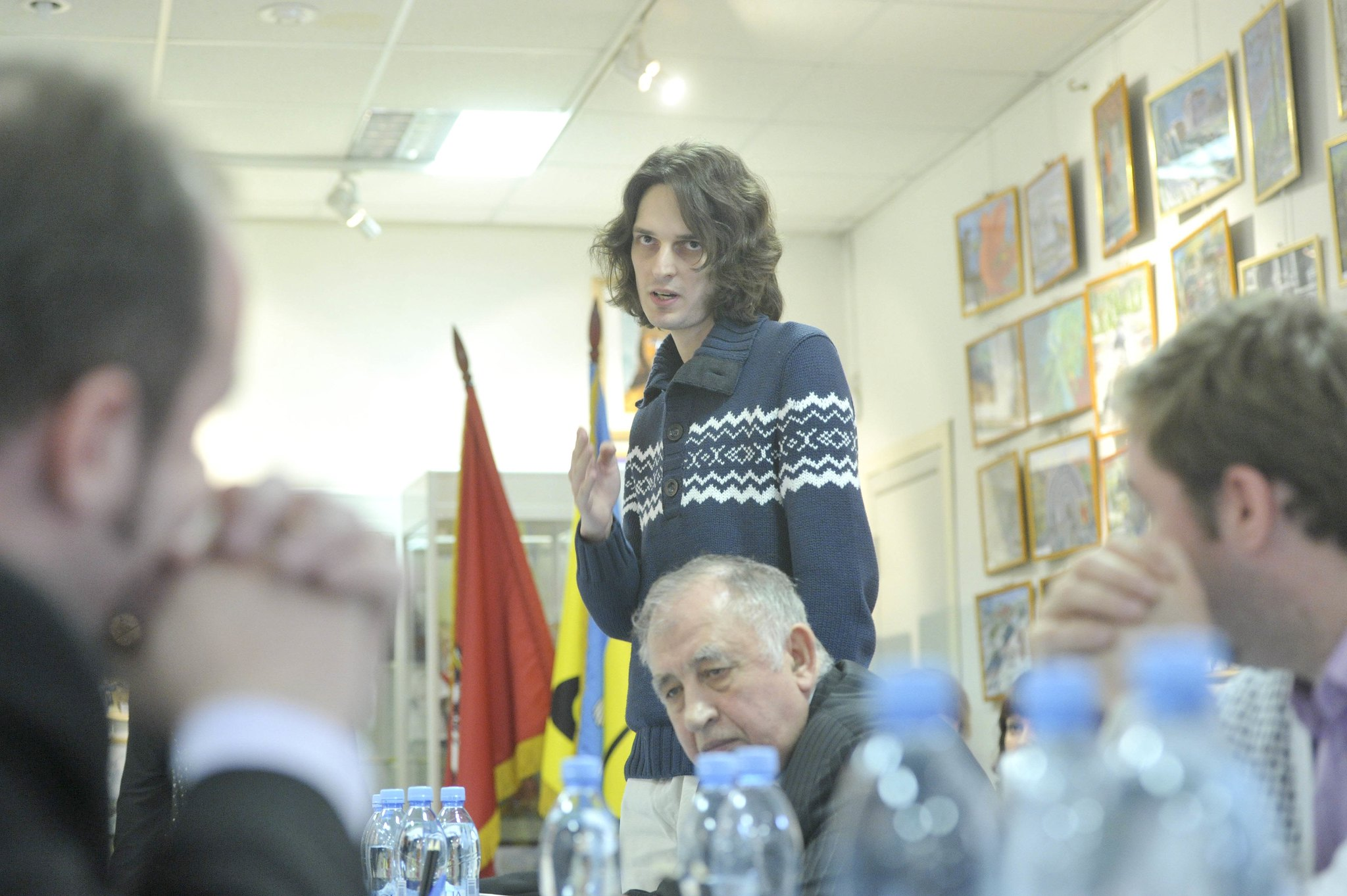
Maxim Kats, 2012.

Kats föddes i Moskva, Ryssland, av en judisk far och en etniskt rysk mor. 1993 emigrerade han till Israel med sin familj. Han återvände till Ryssland 2001.
Under sina 20-år var Kats professionell pokerspelare. År 2007 blev han den förste och ende ryske mästaren i sportpoker.
År 2012 valdes Kats till kommunfullmäktige i Shchukino, Moskva.
Samma år grundade han stadsutvecklingsstiftelsen "City Projects" tillsammans med Ilya ov, där han arbetade som chef.
År 2016 var Kats en av tretton ryssar som fick den brittiska regeringens Chevening-stipendium, som sponsrar studenter med ledarskapspotential att studera vid ett brittiskt universitet. Genom detta stipendium studerade Kats vid University of Glasgow, där han tog en masterexamen i "Public and Urban Policy" år 2017. I maj 2023 tog Kats sin masterexamen från Tel Aviv University, där han slutförde programmet "Ledarskap inom utbildning".
I början av 2022 uttryckte Kats sin opposition mot den ryska invasionen av Ukraina och flydde därefter landet. Den 22 juli 2022 utsågs Kats till "utländsk agent" av det ryska justitieministeriet.  Han sattes därefter upp på en federal lista över efterlysta personer den 29 oktober. Den 23 mars 2023 häktades Kats i sin frånvaro av Basmannydomstolen anklagad för att ha "misskrediterat" de ryska försvarsmakterna för sin rapportering om Massakern i Butja, vilket kan ge upp till 10 års fängelse i arbetsläger. Detta var första gången som åklagaren officiellt yrkade på maxstraffet enligt lagen. Den 24 augusti 2023 dömdes han i sin frånvaro till 8 års fängelse.

## Politisk karriär

### Stadsaktivism
Kats intresse för stadsplanering började under hans resor, vilket ledde till att han studerade vid Jan Gehls arkitektfirma 2011.
År 2012 grundade han tillsammans med Ilja Varlamov stiftelsen City Projects Foundation som syftar till att förbättra stadsmiljön genom att använda moderna data om urbanism.
År 2020 öppnade stiftelsen ett nätverk av regionala avdelningar i huvudstäderna i ryska federationssubjekt och samlade på några månader över tiotusen anhängare. Varje regional avdelning höll val för sin chef. Inom ett år öppnades stiftelsens representationskontor i 100 städer över hela landet och antalet anhängare nådde 20 000.
Den 4 mars 2022 avbröts arbetet i alla avdelningar på obestämd tid. När avdelningarnas verksamhet avbröts hade antalet anhängare av stiftelsen nått över 30 000, varav nästan 4 000 från Moskva.

### Valrörelser
| ”            | Om du är emot Putin så hjälper vi dig. | „ |
| – Maxim Kats |                                        |   |

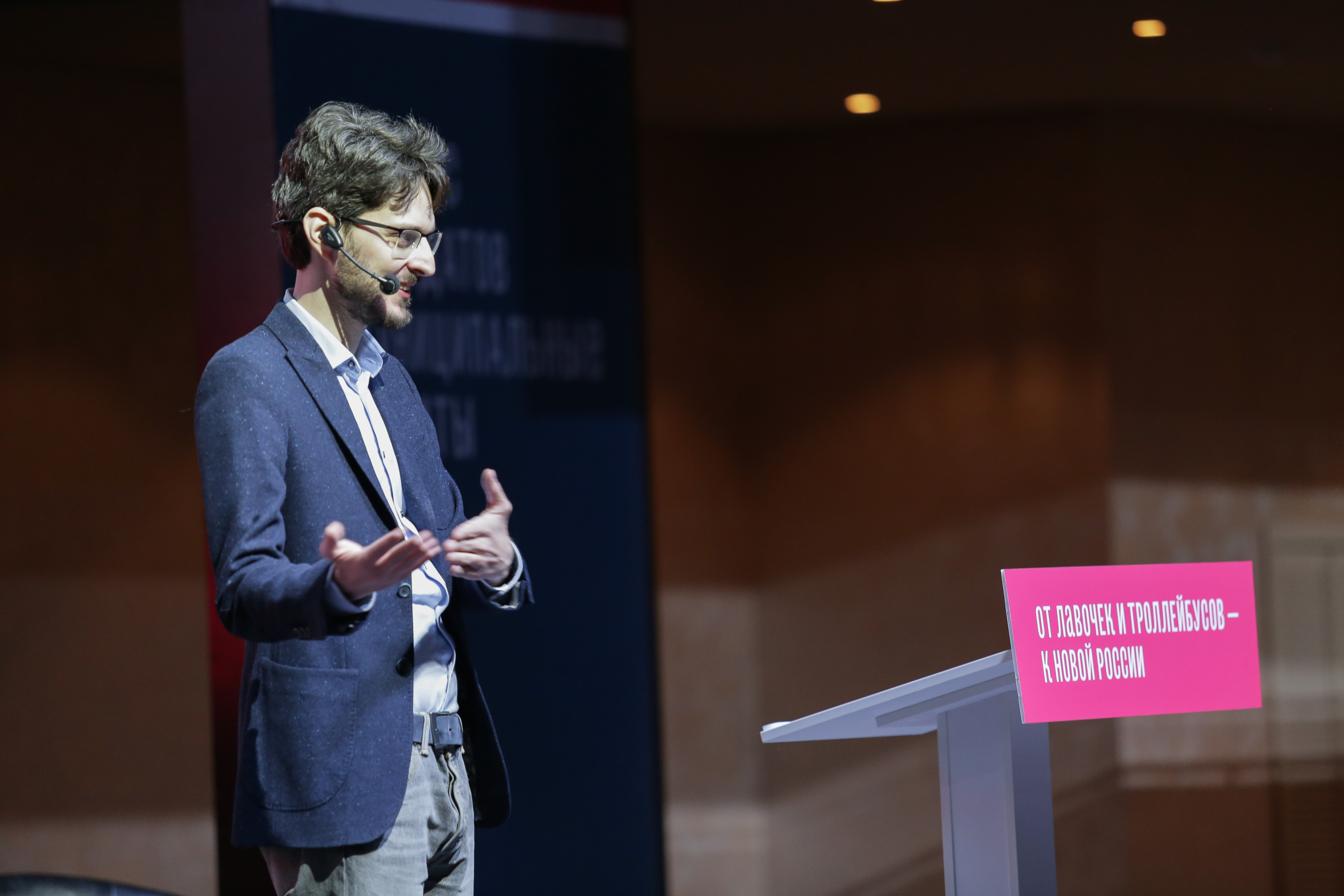
Maxim Kats vid en kongress för kandidater till kommunfullmäktige i United Democrats-projektet, 2017

Kats har lett ett flertal oppositionella politiska kampanjer, bland annat: 
- 2012: Som kampanjchef för Ilja Varlamovs borgmästarkampanj i Omsk ledde Kats en kampanj som fick stor uppmärksamhet men som slutligen resulterade i att Varlamov drog sig ur på grund av att det var omöjligt att samla in det antal underskrifter som krävdes. [43]
- 2013: Som biträdande kampanjchef för Alexej Navalnyjs borgmästarkampanj i Moskva spelade Kats en avgörande roll i en kampanj som fick stort offentligt stöd och oväntat fick 27 % av rösterna, vilket etablerade Navalnyj som en ledande oppositionsfigur. Denna kampanj använde sig av innovativa strategier och förlitade sig starkt på offentliga donationer och stöd från volontärer.[44]
- 2014: Kats kandiderade till Moskvas stadsduma, fick 23 % av rösterna men lyckades inte säkra en plats.
- 2015: Kats var kampanjchef för "Medborgarinitiativet" partiets kampanj inför valet till Kaluga regionduma, ledd av Andrej Netjajev, Rysslands förste ekonomiminister som nu är i opposition.[45]
- 2016: Som kampanjchef för Dmitrij Gudkovs kampanj till Statsduman drev Kats en kampanj som, trots Gudkovs förlust, vann det prestigefyllda "Pollie-priset" för sin innovativa användning av digitala plattformar.[46]
- 2017: Kats var med och grundade United Democrats-projektet (även känt som Politisk Uber), som syftar till att stödja oberoende kandidater i Moskvas kommunalval. Projektet tillhandahöll resurser och utbildning till kandidater som motsatte sig Vladimir Putin, vilket ledde till att 267 ledamöter valdes in. Som ett resultat av detta vann oppositionskandidater majoriteten av platserna i Moskvas centrala distrikt.[47]
- 2019: Kats ledde Darya Besedinas framgångsrika kampanj till Moskvas stadsduma. Denna kampanj, som var anmärkningsvärd för sin betydande framgång med insamlingar (över 18 miljoner rubel), hjälpte Besedina att bli en av de få oppositionskandidater som säkrade en plats i Moskvas stadsduma.[48]
- 2019: Samma år var Kats chef för Jablotjko partiets kampanj för platser i Sankt Petersburgs kommunfullmäktige. Som ett resultat av kampanjen valdes 99 personer till ledamöter i 31 av stadens distrikt, från att ha varit noll i det föregående valet.[49]
- 2020: Varlamov och Kats City Projects Foundation stödde 63 proubanistiska kandidater i kommunalval i olika regioner i Ryssland. Sju av dessa kandidater vann sina val.[50]
- 2021: Kats var kampanjchef för Anastasia Bryukhanovas kampanj till Statsduman. Kampanjen finansierades genom insamlingar, med över 20 miljoner rubel insamlade bara för insamling av namnunderskrifter. Bryukhanova vann valet till Statsduman enligt pappersrösterna men förlorade på grund av resultatet av den elektroniska distansröstningen.[48][51]

## YouTube-kanal
Maxim Kats är upphovsman till och programledare för den egna YouTube-kanalen med samma namn. Kanalen innehåller dagliga videor om aktuella samhällspolitiska ämnen, särskilt sådana som motbevisar påståenden från rysk propaganda. Före början av den ryska invasionen av Ukraina fick videorna 300-400 tusen visningar per dag. Efter att invasionen inleddes ökade antalet visningar till 1-2 miljoner. Enligt Kats beror detta på hans rapportering om händelserna "som de är", utan att följa den ryska censuren.
Från och med den 2 mars 2020 till den 11 augusti 2024 växte kanalen från 13 800 till 2 300 000 prenumeranter. Antalet visningar är över 1,1 miljarder.

## Utmärkelser
I mars 2021 mottog Kats Global Belarusian Solidarity Award i kategorin "Synpunkter utifrån" från centret för belarusisk solidaritet. 